# Mantikor (Band)
Mantikor ist eine Deutschrock-Band aus Düren. Die Musik der Band lässt sich als Konglomerat von verschiedenen Genres des härteren Klanges beschreiben.

## Bandgeschichte
Gegründet wurde die Band vom Sänger und Gitarristen Daniel Quast, dem Gitarristen RayRay, dem Bassisten Ben Coverstone und dem Schlagzeuger Kim Reumann im Jahre 2018. In den ersten beiden Jahren spielte die Band bereits mehr als zwanzig Konzerte quer durch die Bundesrepublik.
Das italienisch-deutsche Label Rookies & Kings nahm 2020 die Band im Rahmen seiner sogenannten „Newcomer Offensive“ unter Vertrag. Am 22. Januar 2021 erschien die erste Single Fehler bleiben Fehler, im selben Jahr gefolgt von den Singles Das Leben sowie Nur ein Wort von Dir. Die Veröffentlichung des Debütalbums Momentaufnahme erfolgte am 7. Mai 2021. Das Album erreichte Platz 62 in den offiziellen Album-Midweek-Charts.
Die Band veröffentlichte am 8. April 2022 ihre Single Steh mir zur Seite, im Dezember desselben Jahres waren sie auf dem AGF-RADIO - 15 Jahre Jubiläums Sampler, der für eine Woche Platz 99 in den Top-100-Album-Charts erreichte.
Am 5. Januar 2024 veröffentlichte die Band unter dem Label Drakkar Entertainment die erste Single Niemand braucht dich aus ihrem geplanten neuen Album.

## Diskografie

### Alben
Studioalben
- 2021: Momentaufnahme (Rookies & Kings)

Kompilationen
- 2021: Rookies & Friends Vol. 3 (Rookies & Kings)
- 2022: AGF-RADIO - 15 Jahre Jubiläums Sampler (Soulfood)

### Singles
- 2021: Fehler bleiben Fehler
- 2021: Das Leben
- 2021: Nur ein Wort von Dir
- 2022: Steh mir zur Seite
- 2024: Niemand braucht dich